# Quận Fayette, Alabama
Quận Fayette là một quận thuộc tiểu bang Alabama, Hoa Kỳ. Quận được đặt tên theo Marquis de Lafayette (hay de la Fayette), người đá giúp George Washington trong chiến tranh cách mạng Mỹ. Năm 2000, quận có dân số 18.495 người. Quận lỵ là Fayette.